# 小行星1232
小行星1232（1232 Cortusa）是一颗绕太阳运转的小行星，为主小行星带小行星。该小行星于1931年10月10日发现。
該小行星以假報春命名。

## 轨道参数
小行星1232的轨道半长轴为3.1930987 UA，离心率为0.125。